# La Belle Otero
Pour plus de détails, voir Fiche technique et Distribution.
La Belle Otero est un film de Richard Pottier, sorti en 1954, retraçant la vie de la célèbre courtisane Caroline Otero.
Le film est un film biographique rendant hommage à une grande danseuse de son temps, Caroline Otero, pas encore disparue lors de la sortie du film.

## Fiche technique
- Titre original : La Bella Otero
- titre français : La Belle Otero
- Réalisation : Richard Pottier, assisté de Régis Musset et Henri Toulout
- Scénario : Caroline Otero, Marc-Gilbert Sauvajon et Jacques Sigurd
- Production : Emile Natan
- Sociétés de production : Les Films Modernes, Industrie Cinematografiche Sociali, Cine Produzione Astoria, Compagnia Internazionale Realizzazioni Artistiche Cinematografiche
- Musique originale : Georges van Parys, chanson : Germaine Montero
- Photographie : Michel Kelber (FerraniaColor)
- Montage : André Gaudier
- Décors : Robert Gys
- Costumes : Marcel Escoffier
- Son : Raymond Gauguier
- Durée : 92 minutes
- Pays :  France |  Italie
- Dates de sortie :
  - France : 5 novembre 1954
  - Belgique : 12 novembre 1954
- Affiche : Marcel Jeanne (France)

## Distribution
- María Félix : Caroline Otero
- Jacques Berthier : Jean Chastaing
- Louis Seigner : Marcel
- Marie Sabouret : Diane de Nemours
- Paolo Stoppa : Frédéric
- Jean-Marc Tennberg : Morillon
- Maurice Teynac : Mountfeller
- Jean Pâqui : Mr D'Herbecourt
- Micheline Gary : Eglantine
- Nerio Bernardi : Le Grand-Duc
- José Torres : Pablo
- Alain Bouvette :
- Gisèle Grandpré : L'Annonceuse
- Jacques Muller :
- Jacqueline Marbaux :
- Louis Arbessier : Le directeur du Café de Paris
- Jannick Arvel :
- Nando Bruno :
- Paul Faivre : Le cocher
- Serge Lecointe : Le groom américain
- Gina Manès : L'habilleuse
- Raoul Marco : Le directeur du Kursaal
- Jonny Mary :
- Germaine Montero : Singer
- Jacques Moulières :
- Michèle Nadal : Le groom français
- Julienne Paroli :	La bonne de Martel
- Albert Rémy : Un sergent de ville
- Paul Villé : Le domestique
- Roger Vincent :
- Georges Vitray : Un maître d'hôtel